# Aeroporto di Bydgoszcz Ignacy Jan Paderewski

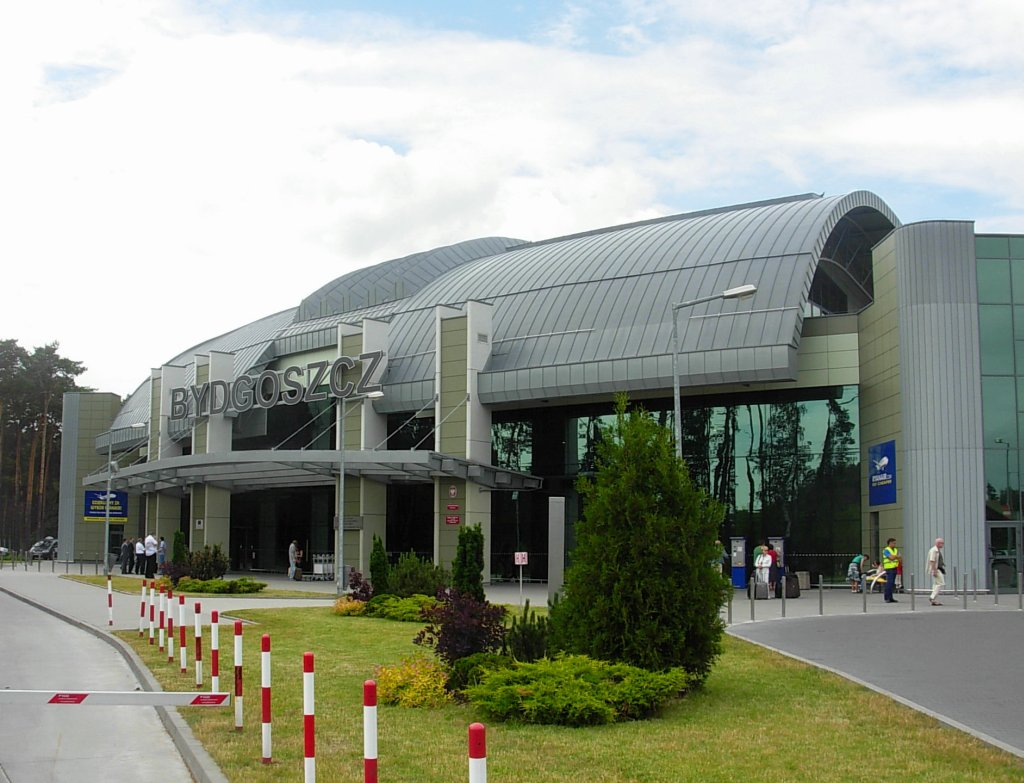
Terminal

L'Aeroporto di Bydgoszcz Ignacy Jan Paderewski (IATA: BZG, ICAO: EPBY) è un aeroporto polacco situato a 4 km a sud di Bydgoszcz.
La struttura, intitolata alla memoria del musicista e politico Ignacy Jan Paderewski, è dotata di quattro piste, la principale caratterizzata dal fondo in asfalto lunga 2 500 m e larga 60 m posta all'altitudine di 72 m / 236 ft e con orientamento 08/26.
L'aeroporto, civile ma condiviso con la Siły Powietrzne (l'aeronautica militare polacca), è aperto al traffico commerciale.